# Domremy-la-Canne
Domremy-la-Canne är en kommun i departementet Meuse i regionen Grand Est (tidigare regionen Lorraine) i nordöstra Frankrike. Kommunen ligger i kantonen Spincourt som tillhör arrondissementet Verdun. År 2022 hade Domremy-la-Canne 28 invånare.

## Befolkningsutveckling
Antalet invånare i kommunen Domremy-la-Canne
| Referens: INSEE |